# 1-氯-3-溴丙烷
1-氯-3-溴丙烷是一种有机卤化物，化学式为BrCH2CH2CH2Cl。它是无色的液体，由烯丙基氯和溴化氢的自由基加成反应制得。
H2C=CHCH2Cl + HBr —(PhCO2)2→ BrCH2CH2CH2Cl
它是一种烷基化试剂，可以用于引入ClCH2CH2CH2-或-CH2CH2CH2-基团。